# سوا (منظمة غير حكومية)
سوا هي منظمة مجتمع مدني فلسطينية غير ربحية تأسست عام 1998 من قبل مجموعة من المتطوعات الناشطات في قضايا المرأة.
تعمل هذه المنظمة على القضاء على جميع أنواع العنف ضد النساء والأطفال، وتعزيز المساواة بين الجنسين في المجتمع الفلسطيني. تم تحديد رؤية سوا بوضوح: «نهدف إلى أن نكون المنظمة الرائدة في العمل ضد ثقافة العنف السائدة وتعزيز ثقافة السلام والأمن التي تخدم التنمية البشرية والمجتمعية من أجل تحقيق مجتمع ديمقراطي قائم على مبادئ المساواة والعدالة الاجتماعية وحقوق الإنسان».
تعمل سوا على تحقيق أهداف هذه الرؤية بعدة طرق أساسية. يعمل المتطوعون المدربون والموظفون بشكل مكثف في الخط الساخن لمركز الاتصال الوطني، وهو مجاني للمتصلين. يتم تقديم الدعم والتوجيه الطبي والقانوني إذا لزم الأمر. يمكن للأشخاص المحتاجين لخدمات سوا أيضًا الاتصال بهم عبر البريد الإلكتروني. بالإضافة إلى مركز الاتصال الرئيسي، لدى سوا دورات تدريبية متنقلة تتيح لهم إجراء برامج التوعية في مختلف أنحاء المجتمع والمناطق النائية. كما تقدم سوا التدريب والمساعدة الفنية لتطبيق القانون ولموظفي المدارس وغيرهم في مجالات العنف المنزلي وسوء المعاملة.
تم إنشاء خط ساخن خاص للأطفال من قبل سوا وأصبح متاحا للاستخدام في عام 2005. يطلق عليه خط المساعدة الفلسطيني لحماية الطفل وهو جزء من شبكة دولية من خطوط مساعدة الأطفال يسمى الخط الساخن الدولي للطفل.
كما تقوم سوا أيضاً بنشر وتوزيع المواد المطبوعة لغرض التعليم والتوعية بالعنف البدني والنفسي والجنسي. أدت هذه الجهود نحو التواصل إلى الدور الرئيسي الذي لعبته سوا في مساعدة ضحايا حصار غزة في 2008/2009. أثناء حصار غزة، تم فتح خط ساخن للطوارئ للأطفال والآباء الذين تعرضوا لصدمات نفسية في غزة. كانت هناك 200-250 مكالمة يومياً علي الخط الساخن لـساوا. ساوا أيضًا نشطة جدا في مكافحة الاتجار بالبشر واستخدام الفتيات والنساء الفلسطينيات لقيام بعلاقات غير شرعية (البغاء). وكتبت سوا تقريرا موسعا عن هذه المشكلة بعنوان «الاتجار بالبشر والبغاء القسري للنساء والفتيات الفلسطينيات: أشكال الرق المعاصرة».

## خط ساوا للمساعدة
لدى سوا العديد من البرامج التي تحارب العنف القائم على النوع الاجتماعي. البرنامج الأساسي هو خط المساعدة الذي يعمل في جميع الأراضي الفلسطينية. يمكن للمتصلين الوصول إلى خط المساعدة بعدة طرق.

### الاستشارة الهاتفية
121 (الضفة الغربية وقطاع غزة) أو 1-800-500-121 (القدس الشرقية) هو رقم اتصال هاتفي مجاني يربط المتصل مع متطوعين مدربين في رام الله أو القدس. ويوفر الدعم والمساعدة، وتقديم المشورة الاجتماعية والنفسية الأساسية للنساء والأطفال والرجال الذين تعرضوا لمختلف أشكال العنف والاعتداء. مركز الاتصال مفتوح من الساعة 9:00صباحًا حتي منتصف الليل كل يوم.

### الرسائل الاستشارية
سوا لديها صفحة علي الفيسبوك مخصصة لتقديم المشورة عن طريق الدردشة. توفر الصفحة برنامجًا لتقديم المشورة عبر الدردشة بحيث يمكن التواصل دون التحدث عبر الهاتف، والذي يستخدمه السكان في الغالب خارج الأراضي الفلسطينية المحتلة. الدردشة مفتوحة يومي الاثنين والجمعة من الساعة 9:00 إلى الساعة 5:00بعد الظهر.

### وجهًا لوجه
تقدم سوا المشورة الاجتماعية والنفسية للأشخاص من جميع الفئات العمرية للتعامل مع مختلف مجالات الحياة مثل الأسرة والمدرسة والعمل وما إلى ذلك. يعمل في المركز فريق متخصص في الاستشارات الاجتماعية والنفسية ويوفر جلسات سرية خاصة. يتم توفير الجلسات بناء على طلب من المتصل من خلال أي من الوسائط المذكورة أعلاه.

## البرامج
الهدف الرئيسي لمنظمة سوا هو مكافحة العنف ضد النساء والأطفال، كما جاء في صفحتهم الرئيسية. إلى جانب ذلك، تدير المنظمة برامج مختلفة لمكافحة قضايا أخرى في المجتمع الفلسطيني.

### خط المساعدة
خط المساعدة هو جوهر عمل سوا. تعمل من التاسغة صباحًا حتي منتصف الليل طوال أيام الأسبوع. المستشارون هم من المتطوعين الذين يتم تعينهم من خلال التدريب. خط المساعدة المجاني هو مجاني ويدعمه PalTel. يقدم Helpline المشورة عن طريق الهاتف أوالدردشة اوالبريد الإلكتروني أوجهًا لوجه.

### البرامج التعليمية
تقوم سوا بترتيب ورش العمل المختلفة التي تستمر من شهر إلي ثلاثة أشهر. تركز حلقات العمل على العنف والمضايقة وتستخدم الحوار كنهج أساسي. بعض ورش العمل تتضمن جلسات رياضية لزيادة الوعي الجسدي. وهدف تلك الورش هو الأطفال. تتكون حلقات العمل من عروض الدمى والمناقشات. تُستخدم عروض الدمى المتحركة كطريقة غير مباشرة لاستهداف مشاكل مثل الاعتداء الجنسي على الأطفال.

1. ↑  Rui Xu؛ Changying Li (2013). "Development of the Second Generation of Berry Impact Recording Device". 2013 Kansas City, Missouri, July 21 - July 24, 2013. St. Joseph, MI: American Society of Agricultural and Biological Engineers. DOI:10.13031/aim.20131615960. مؤرشف من الأصل في 2019-12-08.
2. ↑  Yakouchyk، Katsiaryna (23 مايو 2018). "Beyond Autocracy Promotion: A Review". Political Studies Review: 147892991877497. DOI:10.1177/1478929918774976. ISSN:1478-9299. مؤرشف من الأصل في 2019-12-08.
3. ↑  "SĀWA". Encyclopédie de l’Islam. مؤرشف من الأصل في 2019-12-08. اطلع عليه بتاريخ 2018-12-05.
4. ↑  Thompson، Lawrence S.؛ Ahlin، Lars (1956). "Kvinna kvinna". Books Abroad. ج. 30 ع. 3: 288. DOI:10.2307/40096165. ISSN:0006-7431. مؤرشف من الأصل في 2020-03-02.
5. ↑  "Griffiths, Richard, (31 July 1947–28 March 2013), actor". Who Was Who. Oxford University Press. 1 ديسمبر 2007. مؤرشف من الأصل في 2020-03-14.
6. ↑  2013 Kansas City, Missouri, July 21 - July 24, 2013. St. Joseph, MI: American Society of Agricultural and Biological Engineers. 2013. مؤرشف من الأصل في 2019-12-08.
7. ↑  Ross، William T. (2000-02). Kees, Weldon (24 February 1914–18 July 1955?), poet. American National Biography Online. Oxford University Press. مؤرشف من الأصل في 14 مارس 2020. {{استشهاد بكتاب}}: تحقق من التاريخ في: |تاريخ= (مساعدة)
8. ↑  "IPS Inter Press Service – Africa". African Studies Companion Online. مؤرشف من الأصل في 2019-12-08. اطلع عليه بتاريخ 2018-12-05.
9. ↑  Gaza. Pluto Press. ص. 68–105. ISBN:9781849644433. مؤرشف من الأصل في 2020-03-14.
10. ↑  Quek، Kaye. Marriage Trafficking. 1 Edition. | New York : Routledge, 2018. | Series: Routledge studies in gender and global politics: Routledge. ص. 78–99. ISBN:9781315620138. مؤرشف من الأصل في 2019-12-08.{{استشهاد بكتاب}}:  صيانة الاستشهاد: مكان (link)
11. ↑  "trafficking-prostitution-and-the-sex-industry-the-nordic-legal-model-july-2010". Human Rights Documents online. مؤرشف من الأصل في 2019-12-08. اطلع عليه بتاريخ 2018-12-05.
12. ↑  "families-torn-apart-separation-of-palestinian-families-in-the-occupied-territories-july-1999-165-pp". Human Rights Documents online. مؤرشف من الأصل في 2019-12-08. اطلع عليه بتاريخ 2018-12-05.
13. ↑  Thomas، Chantal. Revisiting the Law and Governance of Trafficking, Forced Labor and Modern Slavery. Cambridge: Cambridge University Press. ص. 212–237. ISBN:9781316675809. مؤرشف من الأصل في 2019-12-08.
14. ↑  Bost، Mel. Project Management Lessons Learned. Boca Raton, FL : CRC Press, [2018]: Auerbach Publications. ص. 47–52. ISBN:9780429490361. مؤرشف من الأصل في 2019-12-08.{{استشهاد بكتاب}}:  صيانة الاستشهاد: مكان (link)
15. ↑  Dávila، Carlos (1997-11). "Best Practices in Latin American Organizations: A Challenge for Organization Theory". Organization. ج. 4 ع. 4: 582–589. DOI:10.1177/135050849700400414. ISSN:1350-5084. مؤرشف من الأصل في 2019-12-08. {{استشهاد بدورية محكمة}}: تحقق من التاريخ في: |تاريخ= (مساعدة)
16. ↑  World Trade Organization (2016). World Trade Organization. Cambridge: Cambridge University Press. ISBN:9781316488508. مؤرشف من الأصل في 2019-12-08.